# Machetla
Machetla är en ort i Mexiko.   Den ligger i kommunen Huejutla de Reyes och delstaten Hidalgo, i den sydöstra delen av landet, 190 km norr om huvudstaden Mexico City. Machetla ligger 306 meter över havet och antalet invånare är 1 089.
Terrängen runt Machetla är huvudsakligen kuperad, men åt sydväst är den bergig. Runt Machetla är det ganska tätbefolkat, med 248 invånare per kvadratkilometer. Närmaste större samhälle är Huejutla de Reyes, 11,8 km nordost om Machetla. I omgivningarna runt Machetla växer i huvudsak städsegrön lövskog.